# Siôn Simon
Siôn Llewelyn Simon, né le 23 décembre 1968 à Doncaster, est un journaliste homme politique britannique, membre du Parti travailliste.

## Biographie
Il est député à la Chambre des communes pour Birmingham Erdington de 2001 à 2010.
Il a été secrétaire d'État à la formation continue de 2008 à 2009, puis aux industries de la création de 2009 à 2010. Il est candidat aux élections municipales de Birmingham en 2010, tout en démissionnant de son mandat parlementaire.
Il est député européen de 2014 à 2019.